# Działko R-23
R-23 (ros. Р–23, od Richter-23) — radzieckie automatyczne rewolwerowe działko lotnicze kalibru 23 mm, wyprodukowane w małej serii w latach 60. XX wieku, konstrukcji A. Richtera. Używane tylko w bombowcu Tu-22. 

## Historia
Działko R-23 i jego nabój zostały opracowane pod koniec lat 50. w biurze OKB-16 przez A. Richtera na zamówienie lotnictwa ZSRR, które potrzebowało działka o dużej szybkostrzelności dla uzbrojenia obronnego nowych bombowców. Kluczową sprawą była szybkostrzelność z uwagi na duże prędkości nowoczesnych samolotów i związany z tym krótki czas celnego ostrzału. Działko skonstruowano w będącym nowością układzie rewolwerowym, z czterema komorami nabojowymi. Odmiennością jego konstrukcji było to, że naboje były dosyłane do komór od przodu, co pozwoliło na skrócenie broni, lecz wymogło stosowanie specjalnie zaprojektowanej amunicji bez kryzy. Automatyka działała na zasadzie wykorzystania energii gazów prochowych. Dla armaty opracowano w 1959 roku zdalnie kierowane ogonowe stanowisko DK-20, zastosowane na bombowcach naddźwiękowych Tu-22.

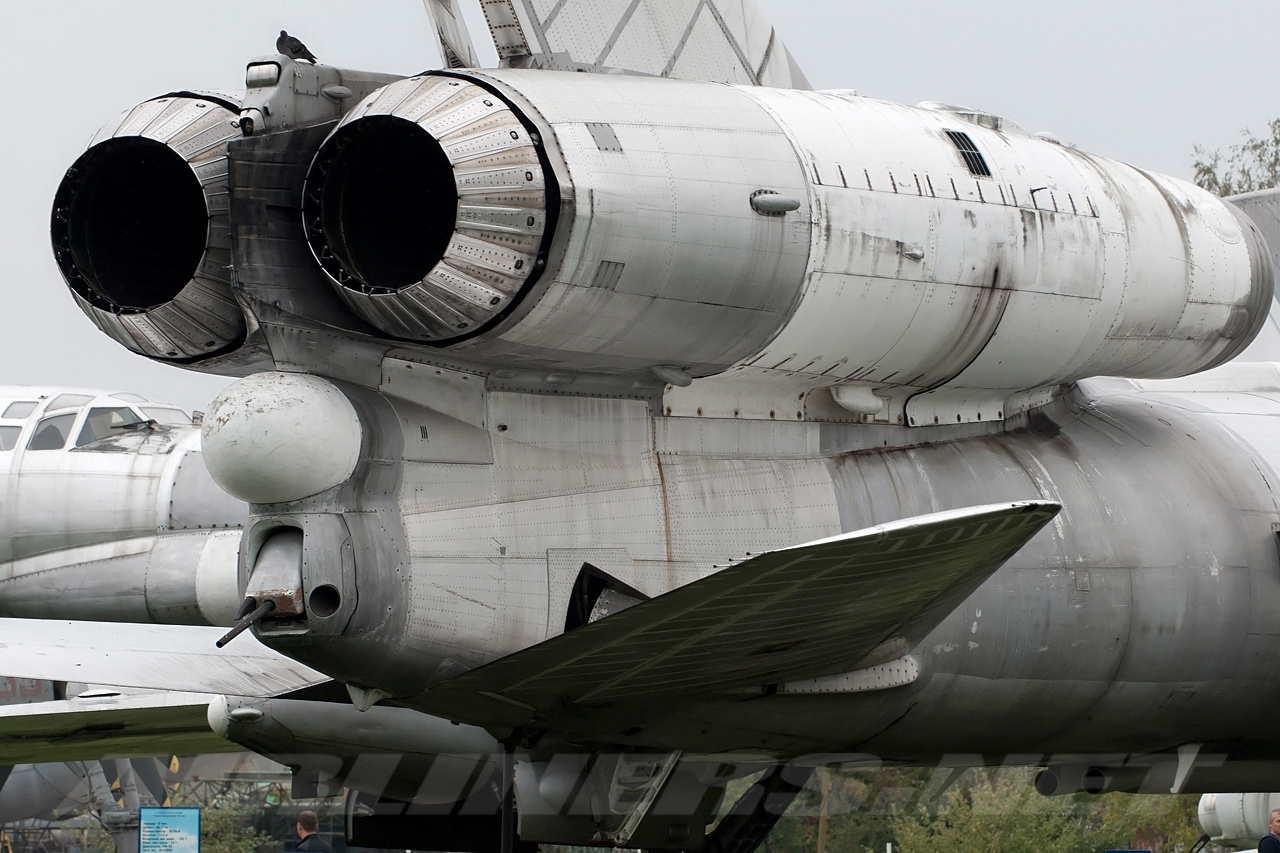
Działko R-23 w ogonie Tu-22PD

Sama armata była z konstrukcyjnego i balistycznego punktu widzenia udana, dysponując dużą szybkostrzelnością przy umiarkowanej masie 58 kg, lecz była skomplikowana i niedopracowana, co powodowało usterki i przypadki rozerwania broni. Główną ujemną cechą była jednak konieczność stosowania specjalnej amunicji, znacznie droższej w produkcji i nie zunifikowanej z innymi działkami tego kalibru. Łuska obejmowała pocisk i była dwukrotnie cięższa od łusek normalnych nabojów tego kalibru (255 wobec 114 g). Silniejszy był także ładunek prochowy. Cały nabój ważył 513 g i miał długość 260 mm. W efekcie samo działko było lżejsze, lecz zapas amunicji do niego ważył więcej o ok. 100 kg.
Z uwagi na nieusunięcie usterek i rezygnację z dalszych prac rozwojowych, działko formalnie nie zostało przyjęte na uzbrojenie Sił Powietrznych ZSRR, lecz mimo to w 1963 roku zdecydowano eksploatować wyprodukowane i zamontowane działka. Jedyną platformą pozostały bombowce Tu-22.